# Grainola
Grainola és un poble dels Estats Units a l'estat d'Oklahoma. Segons el cens del 2000 tenia 31 habitants.

## Demografia
Segons el cens del 2000, Grainola tenia 31 habitants, 15 habitatges, i 10 famílies. La densitat de població era de 49,9 habitants per km².
Dels 15 habitatges en un 26,7% hi vivien nens de menys de 18 anys, en un 40% hi vivien parelles casades, en un 33,3% dones solteres, i en un 26,7% no eren unitats familiars. En el 26,7% dels habitatges hi vivien persones soles el 13,3% de les quals corresponia a persones de 65 anys o més que vivien soles. El nombre mitjà de persones vivint en cada habitatge era de 2,07 i el nombre mitjà de persones que vivien en cada família era de 2,36.
Per edats la població es repartia de la següent manera: un 19,4% tenia menys de 18 anys, un 12,9% entre 18 i 24, un 16,1% entre 25 i 44, un 22,6% de 45 a 60 i un 29% 65 anys o més.
L'edat mediana era de 48 anys. Per cada 100 dones de 18 o més anys hi havia 92,3 homes.
La renda mediana per habitatge era de 33.750 $ i la renda mediana per família de 33.750 $. Els homes tenien una renda mediana de 43.750 $ mentre que les dones 10.833 $. La renda per capita de la població era de 18.065 $. Entorn del 25% de les famílies i el 22,6% de la població estaven per davall del llindar de pobresa.

## Poblacions més properes
El següent diagrama mostra les poblacions més properes.